# Jasrin Jusron
Jasrin Jusron, znany także jako Yasrin Yusron (ur. 2 lutego 1936) – indonezyjski piłkarz, członek kadry narodowej w latach 50. XX wieku. Reprezentant Indonezji na Letnich Igrzyskach Olimpijskich 1956 (Melbourne).
Jusron wystąpił w co najmniej kilku oficjalnych meczach międzynarodowych. Grał też w spotkaniach nieoficjalnych. Jednym z takich spotkań było starcie pomiędzy Indonezją a młodzieżową reprezentacją USA (16 listopada 1956). Indonezja wygrała ten mecz 7–5, a Jusron ustrzelił w tym meczu hat tricka: gole strzelał w 3. minucie na 1-0, w 54. minucie na 5-3 oraz w 66. minucie na 6-4.
Największym sukcesem sportowym Jusrona był jednak awans z reprezentacją na Letnie Igrzyska Olimpijskie 1956. Był wówczas zawodnikiem klubu PSIS Semarang.
W Melbourne grano od razu w systemie pucharowym. Jego reprezentacja rozegrała dwa mecze w ćwierćfinale. Indonezyjczycy nie rywalizowali w 1/8 finału, gdyż mieli wolny los. Na Olympic Park Stadium, Indonezyjczycy podejmowali zdecydowanie bardziej faworyzowaną reprezentację ZSRR. W pierwszym meczu (w którym Jusron nie brał udziału), Indonezyjczycy sensacyjnie bezbramkowo zremisowali z radzieckimi piłkarzami. Potrzebny był dodatkowy mecz do wyłonienia półfinalisty turnieju (nie rozgrywano wówczas dogrywek ani konkursu rzutów karnych). W tymże meczu, w którym Jusron wystąpił, Indonezyjczycy przegrali 0-4. Zakończyli oni swój udział na miejscach 5-8.
Po igrzyskach wrócił do rodzimego kraju, gdzie wystąpił w towarzyskim meczu przeciwko reprezentacji Jugosławii. Indonezyjczycy przegrali 1-5. Jusron wystąpił w podstawowym składzie, jednak już w 30. minucie opuścił boisko (zastąpił go gracz o nazwisku Hamdani).
Był zawodnikiem PSIS Semarang. W sezonie 1957-1959, zdobywał gole dla tego zespołu. Był z tym klubem m.in. mistrzem dywizji zachodniej i przeszedł kolejną rundę rozgrywek. Awansował ostatecznie do finałowych rozgrywek ligowych. Strzelił w nich jedną bramkę (rozegrano wówczas sześć spotkań), a jego drużyna okazała się być wówczas trzecią drużyną Indonezji.